# Joseph Kauvai
Joseph Kauvai (ur. 29 kwietnia 1967) – sztangista z Wysp Cooka, olimpijczyk, uczestnik mistrzostw świata.

## Kariera
Kauvai raz wystąpił na letnich igrzyskach olimpijskich. Na igrzyskach w Seulu (1988) startował w kategorii do 90 kg. W rwaniu zaliczył pierwsze dwie próby na 80 kg i 85 kg, a trzecią na 90 kg miał nieudaną. W podrzucie zaliczył wszystkie trzy próby (105 kg, 110 kg, 115 kg). W dwuboju osiągnął 200 kg, co dało ostatnie miejsce wśród zawodników sklasyfikowanych (25. pozycja).
W 1990 roku wziął udział w Igrzyskach Wspólnoty Narodów 1990 w kategorii do 110 kg, w których zajął ostatnie 6. miejsce z wynikiem 227,5 kg w dwuboju (97,5 kg w rwaniu i 130 kg w podrzucie).
W 1993 roku na mistrzostwach świata w Melbourne, Kauvai startował w kategorii + 108 kg. W rwaniu zaliczył pierwsze dwie próby na 100 kg i 105 kg, a ostatnią na 110 kg miał nieudaną. Po rwaniu był klasyfikowany na 21. miejscu. W podrzucie spalił wszystkie trzy próby (trzykrotnie podchodził do sztangi ważącej 150 kg), przez co nie został sklasyfikowany w klasyfikacji dwuboju.